# 杀手乔
《杀手乔》（英語：Killer Joe）是2011年黑色喜剧犯罪片。导演威廉·弗莱德金，主演马修·麦康纳、艾米爾·荷許、朱诺·坦普尔、吉娜·格申及托馬斯·哈登·丘奇。编剧特雷西·萊特根据他创作的1993年同名戏剧改编而成。

## 剧情
该片讲述毒贩子“克里斯”一家和杀手“乔”之间的黑色故事。
克里斯为了偿还欠下的高利贷，准备雇佣杀手来杀死他的坏妈妈阿黛尔，以获得其母死后的五万元人身意外死亡保险金。他与父亲安瑟尔共同谈妥后，找到了杀手乔，不过乔要他们提前支付2.5万酬金，而两人无法做到。乔提出要得到克里斯年幼的妹妹作为定金，无奈之下两人只得答应。乔随后与多蒂进行了约会并发生了性行为。
由于克里斯没有按时归还欠债，他受到债主手下的殴打。就在乔完成协议干掉阿黛尔后，安瑟尔和莎拉前去保险公司领取保险金，却得知受益人并非多蒂，而是阿黛尔的情人雷克斯。克里斯听闻此消息，决定带领妹妹多蒂逃亡至秘鲁。就在乔赶赴史密斯晚宴的夜晚，莎拉受到乔的质问，乔对安瑟尔揭露了莎拉的真实身份，原来莎拉是雷克斯的情妇，莎拉与雷克斯两人准备独吞这十万保险金。被骗的安瑟尔则认为乔殴打莎拉是她咎由自取的结果，乔还将他从雷克斯手中得到十万支票交给了安瑟尔。
后来克里斯来到这里，大家在一起吃饭时，乔表示自己已向多蒂求婚成功，不过却遭到克里斯的激烈反对，为此乔和克里斯大打出手。激动的多蒂拿到了克里斯买来的手枪欲制止乔对克里斯的暴力，然而克里斯和安瑟尔不料都受到枪击，克里斯由于身受重伤性命奄奄一息。乔则想要手握着枪、激动的多蒂冷静下来， 多蒂告之自己已经怀上了他的孩子，剧情就此结束。

## 演员
| 演员             | 角色                      | 备注                                |
| 马修·麦康纳      | 乔·库珀 Joe Cooper        | 警察兼杀手                          |
| 艾米爾·荷許      | 克里斯·史密斯 Chris Smith | 小毒贩                              |
| 朱诺·坦普尔      | 多蒂·史密斯 Dottie Smith  | 克里斯之妹                          |
| 托马斯·哈登·丘奇 | 安瑟尔·史密斯 Ansel Smith | 克里斯之父                          |
| 吉娜·格申        | 莎拉·史密斯 Sharla Smith  | 安瑟尔·史密斯的现任妻子，克里斯继母 |
| 馬克·麥考利      | Digger Soames             | 克里斯的債主                        |
| Julia Adams      | Adele                     | 克里斯的生母(屍體)                  |
| Sean O'Hara      | Rex                       | Adele的男友,同時是莎拉的情夫        |

## 花絮
该片首映于第68届威尼斯电影节。旋即又在北美洲参加2011年多伦多国际电影节。